# الکساندر همیلتون (پزشک مریلند)

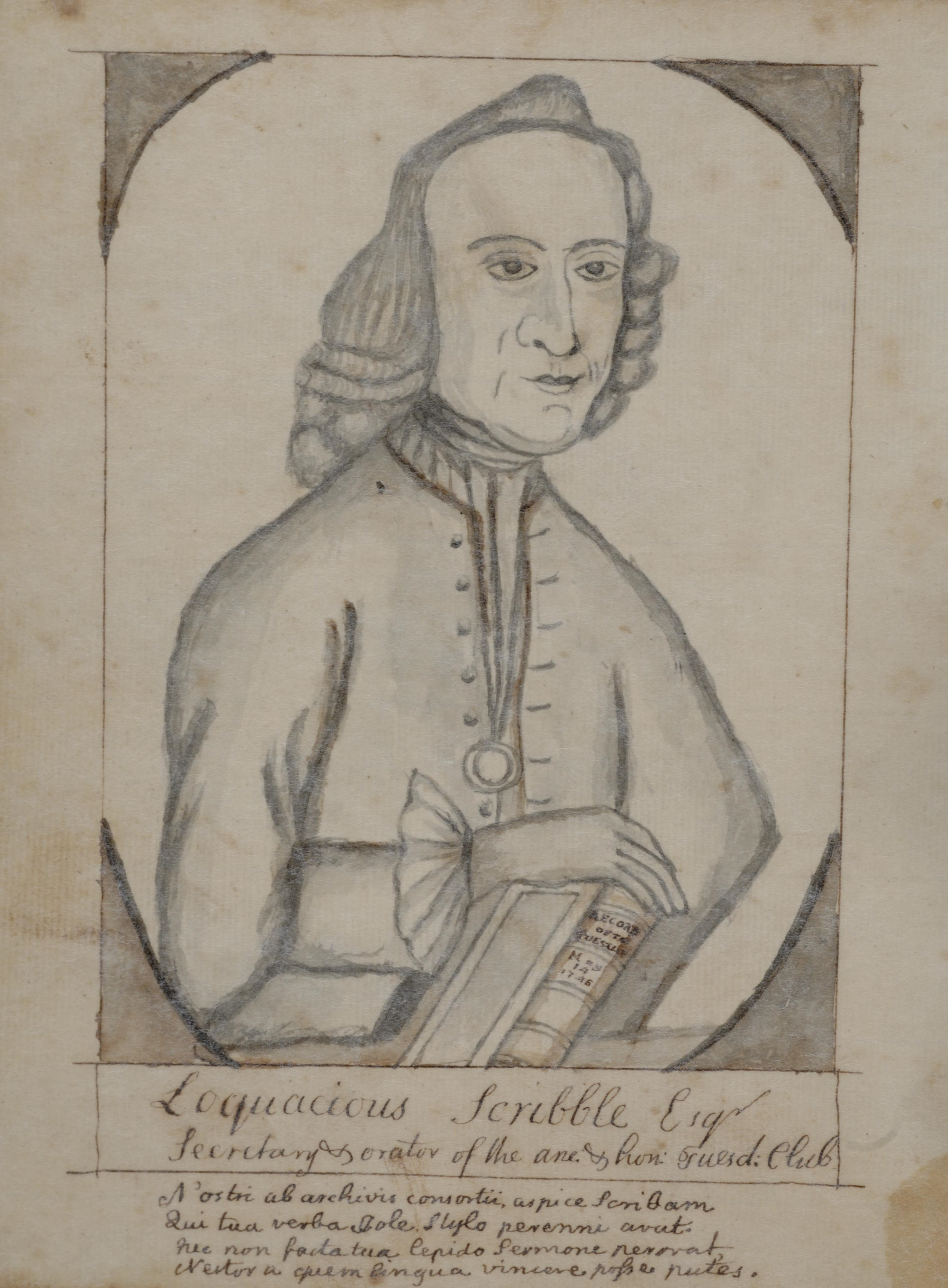
خود-پرتره الکساندر همیلتون از تاریخچه «تاریخچه باشگاه باستانی و افتخارآمیز سه‌شنبه» که در کتابخانه جان ورک گرت نگهداری می‌گردد

الکساندر همیلتون (Alexander Hamilton) (۲۶ سپتامبر ۱۷۱۲ – ۱۱ مه ۱۷۵۶)، پزشک و نویسنده اسکاتلندی‌تبار بود که در آناپولیس در مریلند، استعماری قرن هجدهم زندگی و کار می‌کرد. لئو لمیِ مورخ، دربارهٔ خاطرات سفر او را در سال ۱۷۴۴ به نام «پیشرفت جنتلمن» می‌گوید: سفرنامه دکتر الکساندر همیلتون «تنها پرتره بی‌نظیر از انسان‌ها و آداب و رفتارشان، زندگی روستایی و شهری، طیف وسیعی از جامعه و چشم‌انداز در آمریکای استعماری است». او در دفتر خاطراتش، خاطرات مریلند تا مِین را بیان کرده‌است. الین برسلاوِ زندگی‌نامه‌نویس، چنین می‌گوید که وی با: «اجتماع نسبتاً ابتدایی دنیای جدید روبرو شده‌است. او با نهادهای اجتماعی ناآشنا و چالش‌برانگیز روبرو شد: از جمله سیستم کاری متکی به بردگان سیاه‌پوست، موقعیت‌های اجتماعی بسیار سیال، روش‌های ناپسند کسب و کار، هنجارهای ناخوشایند در گفتگو و همچنین عادات مختلف لباس پوشیدن، غذا و آشامیدنی خوردن».

## اوایل زندگی
همیلتون در ادینبورگ یا در همسایگی آن، متولد شد. پدرش، دکتر ویلیام همیلتون، استاد الهیات و مدیر دانشگاه ادینبورگ بود. او به مانند یک اشراف‌زاده اسکاتلندی، بزرگ شد و تحصیل کرد. او در سال ۱۷۳۸ به مریلند مهاجرت کرد و بلافاصله مطب خود را در آناپولیس تأسیس کرد.

## حرفه
همیلتون به دلیل ژورنال سفرش به نام اتینریوم که سفرش را در سال ۱۷۴۴ از مریلند به یورک و مِین ثبت می‌کند، معروف شده‌است. این اثر توسط بسیاری از محققان آمریکای استعماری، مستند شد. برای مثال، ریچارد بوشمن از همیلتون استفاده می‌کند که رفتار همسفران را در مسافرخانه‌ای مشاهده و نقد می‌کند تا ایده‌هایی را حول محور اصالت در آمریکای استعماری نشان دهد.
همیلتون در سال ۱۷۴۵ باشگاه سه شنبه (The Tuesday Club) را تأسیس کرد. این باشگاه اجتماعیِ مستقر در آناپولیس مردان برجسته جامعه استعماری مریلند را در بر می‌گرفت که عمدتاً عضو و مهمان بودند. همیلتون در سال ۱۷۵۵ گزارشی طنزآمیز از تاریخچه باشگاه نوشت که به اعضای آن نام‌های مستعار طنز لقب می‌داد و کاریکاتورها و تصاویری از رویدادهای به یاد ماندنی را در آن درج می‌کرد. همیلتون حتی نام خود را با وراج بد خط نامید. این گزارش که «تاریخ کهن و باشگاه سه‌شنبه آبرومند: از قرون اولیه تا امسال» نامیده شده بود، در زمان حیات همیلتون منتشر نشد. نسخه خطی اصلی در کتابخانه جان ورک گرت دانشگاه جانز هاپکینز نگهداری می‌شود.
همیلتون به‌خاطر سبک نوشتاری جذاب و طنزآمیزش معروف است و برخوردهایش را با افرادی که وی معتقد بود، قشر پایین دست اجتماع هستند، به صراحت توصیف می‌کند. نوشته‌های فکاهی او در این موقعیت‌ها، در میان نجیب‌زادگان آن زمان، در توصیف رفتارهای بی‌شرمانه رایج شده بود.

## اواخر زندگی
همیلتون در اواخر زندگی، به طبابت خود در آناپولیس، مریلند ادامه داد و در عین حال دامنه نوشته‌های خود را به نگارش مقالاتی برای روزنامه مریلند و مطالب فکاهی، تاریخچه باشگاه کهن و اصیل Tuesday Club، به عنوان بهترین اثر طنز آمریکای استعماری، گسترش داد.
او در می ۱۷۴۷ با دوشیزه مارگارت دولانی (دختر دانیل دولانی بزرگ) ازدواج کرد و به این واسطه به یکی از قدرت‌مندترین خانواده‌های مریلند پیوست. در نتیجهٔ این نفوذ اجتماعی جدید، همیلتون یک کرسی در مجلس آناپولیس را میان سال‌های ۱۷۵۳ تا ۱۷۵۴، با موفقیت به دست آورد.
همیلتون در ۱۱ مه ۱۷۵۶ در سن ۴۳ سالگی درگذشت. او فرزندی نداشت و تمام دارایی‌اش به بیوه خود مارگارت دولانی همیلتون رسید. پس از مرگ او، یکی از دوستانش در روزنامه مریلند نوشت: درگذشت این مرد محترمِ ارزشمند و شایسته مایه تاسف است… هیچ مردی به اندازه او دشمنان کمتر یا دوستان بیشتری از خود بر جای نگذاشته‌است.

## نفوذ
همیلتون به عنوان عضو معمولی پیش از انقلاب، نماینده نجیب‌زاده‌گان آمریکای استعماری بود، «نمونه‌ای از ادب، کمال و بذله‌گویی قرن هجدهم» بود و به این ترتیب سفرنامه او Itinerareum برای مطالعه تاریخ استعمار قرن هجدهم، منبع ارزشمندی تلقی شده‌است.

## کتابشناسی
- Breslaw, Elaine G. Dr. Alexander Hamilton and Provincial America: Expanding the Orbit of Scottish Culture (2008), a standard scholarly biography excerpt
- Breslaw, Elaine G. "'Scotch drollery' in the marketplace: Dr. Alexander Hamilton's amusing instruction in the Maryland Gazette." Early American Literature 42.2 (2007): 217-233. online
- Breslaw, Elaine G. "Marriage, money, and sex: Dr. Hamilton finds a wife." Journal of Social History 36.3 (2003): 657-673. online
- Bushman, Richard. "Bodies and Minds" in Bushman, The Refinement of America: persons, houses, cities (New York, 1993).
- Micklus, Robert. "The Delightful Instruction of Dr. Alexander Hamilton's Itinerarium." American literature 60#3 (1988): 359-384. in JSTOR
- Micklus, Robert. The Comic Genius of Dr. Alexander Hamilton (Univ. of Tennessee Press, 1990).
- Needler, Geoffrey D. "Linguistic Evidence from Alexander Hamilton's Itinerarium." American Speech 42.3 (1967): 211-218. in JSTOR